# 咆哮炸裂
『咆哮炸裂』（ほうこうさくれつ）は、1934年（昭和9年）に日本で製作・公開されたサイレント映画である。製作・配給大都映画。

## スタッフ
- 監督 : 大江秀雄

## キャスト
- ハヤフサヒデト
- 琴糸路
- 琴路美津子
- 藤間林太郎